# Temple protestant de Chambéry
Le temple protestant d'Aix-les-Bains est un édifice religieux situé au 14 rue de la Banque à Chambéry, en Savoie. La paroisse est membre de l'Église protestante unie de France.

## Histoire
À la Renaissance, au début du XVIe siècle, la Savoie est un carrefour alpin entre Genève - « Rome du protestantisme » depuis l'installation du réformateur Jean Calvin - les vallées vaudoises du Piémont et les fidèles de l'Église vaudoise - et le Royaume de France. Les idées modernes de la Réforme protestante se diffusent dans la région. En 1549, le colporteur John Lambert, de Genève, est brûlé à Chambéry. En 1555, cinq jeunes gens qui sont brûlés au pont du Reclus, alors qu’ils se rendaient dans les vallées vaudoises, pris avec « de méchantes petites bibles en français ».
Persécutés, les protestants fuient vers la Suisse, grand pays du Refuge protestant. Aujourd'hui, leur exode est commémoré par un itinéraire culturel du Conseil de l'Europe,.
En 1860, par le traité de Turin, le duché de Savoie est réuni à la France de Napoléon III. En 1869, l’Église réformée de Savoie achète un immeuble qui est transformé en chapelle et école, avec un pasteur, André Fournier. En 1887 est construite une nouvelle façade.
En 1986, l’Église de Chambéry-Aix et l'Église des Vallées fusionnent pour former l’Église réformée de Savoie. La paroisse s'engage socialement à travers le Secours protestant de Chambéry. 

## Architecture
La façade est de style néogothique, avec une fenêtre géminée. Au-dessus de la porte, est intégré un bas-relief avec une Bible ouverte, symbole traditionnel des temples réformés. Sur ses pages sont gravées le verset : « Sainte Bible / Aimez vous les uns les autres comme je vous ai aimés. / St Jean XIII, 34 »

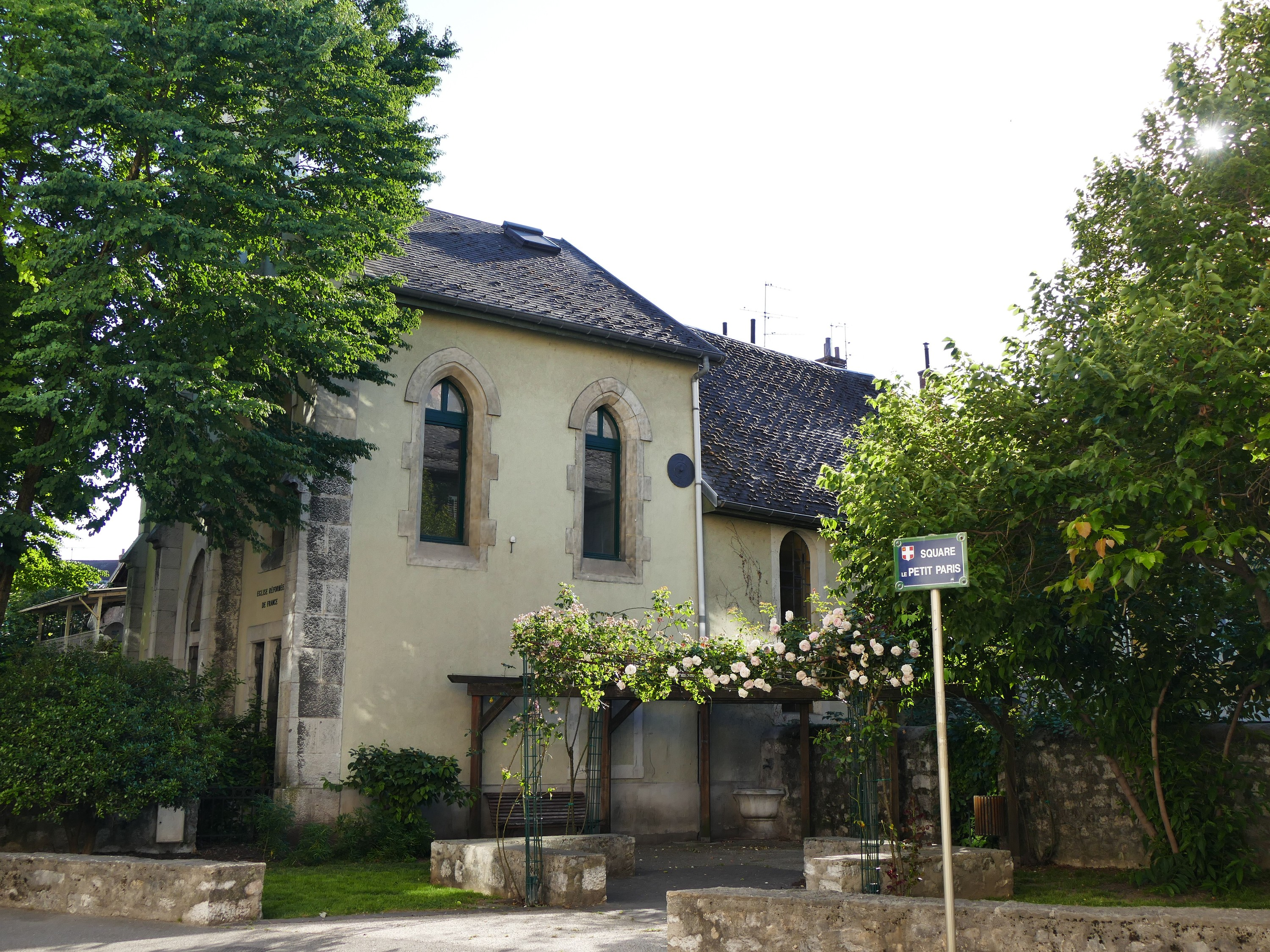
Façade latérale, place du petit Paris